# Myoui Mina
Myoui Mina (Hangul: 묘이 미나, Kanji: 名井南; Kana: ミョウイミナ, Hán-Việt: Danh Tỉnh Nam, sinh ngày 24 tháng 3 năm 1997), thường được biết đến với nghệ danh Mina (Hangul: 미나), là một nữ ca sĩ và vũ công người Nhật Bản. Cô được biết đến là thành viên của nhóm nhạc nữ Hàn Quốc Twice cùng với nhóm nhỏ MiSaMo do JYP Entertainment thành lập và quản lý.

## Tiểu sử
Mina sinh ra tại San Antonio, Texas, Hoa Kỳ. Sau đó, gia đình cô chuyển đến thành phố Nishinomiya, Hyōgo, Kobe, Nhật Bản.
Cô học múa ba lê trong mười một năm trước khi gia nhập trường múa Urizip cho việc đào tạo múa hiện đại hơn. Cô từng theo học tiểu học và trung học tại trường nữ sinh Obayashi Sacred Heart.
Năm 2013, trong khi mua sắm với mẹ trong một trung tâm mua sắm, cô được phát hiện bởi một nhân viên của JYP Entertainment và được mời tham gia JYP Entertainment Global. Cô đã tham dự một buổi thử giọng với ca khúc 'First love' của ca sĩ Nhật Utada Hikaru cho các công ty tại Nhật Bản và đã được chấp nhận vào chương trình thực tập tại Hàn Quốc ngày 2 tháng 1 năm 2014.

## Sự nghiệp

### Trước khi ra mắt
Trước khi ra mắt, cô tham gia MV "Feel" của Junho, "Stop Stop It" của GOT7, "Rose" của Wooyoung và "Only You" của Miss A.
Cô từng là thành viên "Japanese Line" (dự án nhóm nhạc sẽ ra mắt tại Nhật Bản của JYP Entertainment) cùng với các thành viên Sana, Momo và thực tập sinh cũ Sika. Tuy nhiên, sau đó Sika rời công ty nên nhóm đã không được ra mắt. 
Sau 1 năm là thực tập sinh, ngày 7 tháng 7 năm 2015, Mina chính thức trở thành một trong 9 thành viên của Twice qua chương trình tuyển chọn thực tế Sixteen. Cô đảm nhận vị trí nhảy chính và hát phụ trong nhóm.

### Ra mắt với Twice
Mina ra mắt chính thức với Twice chính thức vào ngày 20 tháng 10 năm 2015 đồng thời phát hành mini-album đầu tiên của nhóm "The Story Begins" và ca khúc chủ đề "Like Ooh-Ahh".
Tháng 7 năm 2019, khi Twice đang thực hiện  diễn tour diễn thế giới TWICELIGHTS, công ty chủ quán JYP thông báo rằng sau những dấu hiệu bất ổn của Mina như lo âu, sợ sệt khi ở trên sân khấu, công ty cùng bác sĩ chuyên khoa tâm lý xác nhận rằng Mina đã mắc hội chứng lo âu và quyết định rằng cô sẽ phải tạm hoãn các hoạt động với Twice để đảm bảo an toàn cho bản thân cô. Ngày 8 tháng 1 năm 2020, JYP thông báo Mina đang quay trở lại hoạt động cùng với nhóm trong các hoạt động sắp tới.

### Hoạt động riêng

#### Dự án âm nhạc "MELODY PROJECT"
| Năm  | Bài hát     | Nghệ sĩ      | Ghi chú |
| ---- | ----------- | ------------ | ------- |
| 2017 | Good Person | Super Junior |         |
| 2021 | Snowman     | Sia          |         |

#### Photobook
| Tên             | Ngày phát hành    | Nhà xuất bản      | Ref.  |
| --------------- | ----------------- | ----------------- | ----- |
| Yes, I am Mina. | December 30, 2020 | JYP Entertainment | [ 5 ] |

## Ảnh hưởng
Mina được biết đến là một trong những vũ công chính của Twice. Cô cùng với các thành viên người Nhật Bản khác là Momo và Sana đã được tờ Chosun Ilbo ghi nhận trong việc cải thiện mối quan hệ giữa 2 nước Nhật Bản và Hàn Quốc. Trong cuộc bình chọn thường niên năm 2019 của Gallup Korea, cô được bình chọn là thần tượng nổi tiếng thứ 16 tại Hàn Quốc

## Danh sách đĩa nhạc

### Sáng tác
| Năm  | Bài hát               | Album         | Hợp tác với           |
| ---- | --------------------- | ------------- | --------------------- |
| 2018 | Shot Thru The Heart   | Summer Nights | Momo và Sana          |
| 2019 | 21:29                 | Feel Special  | Tất cả các thành viên |
| 2022 | Celebrate             | Celebrate     | Tất cả các thành viên |
| 2023 | It's not easy for you | Masterpiece   | Risa Horie            |